# Torrox
Torrox település Spanyolországban, Málaga tartományban. Torrox Frigiliana, Vélez-Málaga, Sayalonga, Cómpeta és Nerja községekkel határos. Lakosainak száma 21 583 fő (2024).

## Népesség
A település népessége az elmúlt években az alábbi módon változott:
| Lakosok száma | 12 257 | 12 901 | 15 616 | 16 890 | 18 274 | 15 511 | 15 371 | 17 234 | 19 997 | 21 583 |
|               | 2001   | 2004   | 2007   | 2009   | 2012   | 2014   | 2017   | 2019   | 2022   | 2024   |